# Chirita xinningensis
Chirita xinningensis är en tvåhjärtbladig växtart som beskrevs av Wen Tsai Wang. Chirita xinningensis ingår i släktet Chirita och familjen Gesneriaceae. Inga underarter finns listade i Catalogue of Life.